# Fran Celestin
Fran Celestin, slovenski pisatelj, literarni kritik in literarni zgodovinar, * 13. november 1843, Klenik, † 30. oktober 1895, Zagreb.

## Življenje
Fran Celestin se je rodil v Kleniku pri Vačah, v matični knjigi je vpisan kot Frančišek. Oče mu je bil kožar Jurij, mati mu je bila Olivija (roj. Krajačić), po rodu iz Hrvaške. Osnovno šolo je obiskoval v domačem kraju in Ljubljani, kjer je obiskoval tudi gimnazijo. Po končanem študiju slavistike in  klasične filologije na Dunaju je 1869 odšel v Rusijo, v Petrograd in Moskvo, kjer je opravil profesorski izpit iz latinščine, grščine in ruščine ter ruske zgodovine in zemljepisa, nato pa postal gimnazijski profesor v Vadimirju in Harkovu v Rusiji (1870—1872), Dunaju (1873—1876) in Zagrebu (do 1890). V Zagrebu je vse do smrti poučeval slovenski jezik na univerzi.

## Ustvarjanje
Fran Celestin je pisal domoljubne pesmi, krajše romantične povesti, kot je Oskrbnik Lebeškega grada (Slovenska vila 1865), samostojno pa je izdal komedijo Roza (1869). V Slovanskem svetu objavil satirično avtobiografsko povest Veselo življenje (1891) in lirske pesmi (1893—95). Kot poznavalec ruske literature je seznanjal slovensko javnost z deli Nikolaja Vasiljeviča Gogolja, Mihaila Jurjeviča Lermontova, Ivans Sergejevičs Turgenjevs idr. Najpomembnejša je njegova razprava Naše obzorje (Ljubljanski zvon, 1883); v njej je ocenil slovenske realiste (Simon Jenko, Josip Jurčič, Fran Levstik, Josip Stritar) in po zgledu V. B. Belinskega razvil program socialnokritičnega realizma. Kritičen odnos do slovanofilstva je opisal v Pismih iz Rusije in v knjigi Russland seit Aufhebung der Leibeigenschaft (1875), ki je njegovo najbolj zamenito delo o sodobni Rusiji.
Fran Celestin je kot slovenski izobraženec videl prihodnost v povezavi z drugimi južnoslovanskimi narodi in velikim ruskim narodom. V Rusiji je preučeval leposlovne, kulturne in politične razmere in o njih poročal v časopisih. V Hrvaškem biografskem leksikonu pa so zapisali: "Celestinovo književno ustvarjanje je bolj plod hotenja kot pa ustvarjalne potrebe. Kot na književnega kritika je nanj vplivala ruska realistična kritična šola. Svoje književnokritične nazore je imenoval idealni realizem ali realni idealizem in s tem  končal estetsko polarizacijo slovenske književnosti ter učvrstil temelje realizma." (M. Boršnik)

## Dela
- Nekaj o važnosti pesništva v obče, in posebno slovenskega za našo mladino (1864)
- Oskrbnik Lebeskega grada, romantična povest (1865)
- Mala Furlanka, novela (1867—68)
- Gostinja, novela (1867—68)
- Roza, komedija (1869)
- Pisma iz Rusije (1870—72)
- Russland seit Aufhebung der Leibeigenschaft, knjiga (1875)
- Žensko vprašanje, govor (1881)
- Naše obzorje, razprava (1883)